# Mister Supranacional 2017
Mister Supranacional 2017 fue la 2.ª edición del certamen Mister Supranacional, correspondiente al año 2017, se realizó el 2 de diciembre en el Centro Municipal de Recreación y Deportes (MOSIR), en la ciudad de Krynica-Zdrój, Polonia. Candidatos de 34 países y territorios autónomos compitieron por el título. Al final del evento, Diego Garcy, Mister Supranacional 2016 de México, entregó su título a Gabriel Correa de Venezuela como su sucesor.

## Resultados
| Posiciones                | Candidato |
| ------------------------- | --- |
| Mister Supranacional 2017 | - Venezuela — Gabriel Correa |
| Primer Finalista          | - España — Alejandro Cifo |
| Segundo Finalista         | - Brasil — Matheus Song |

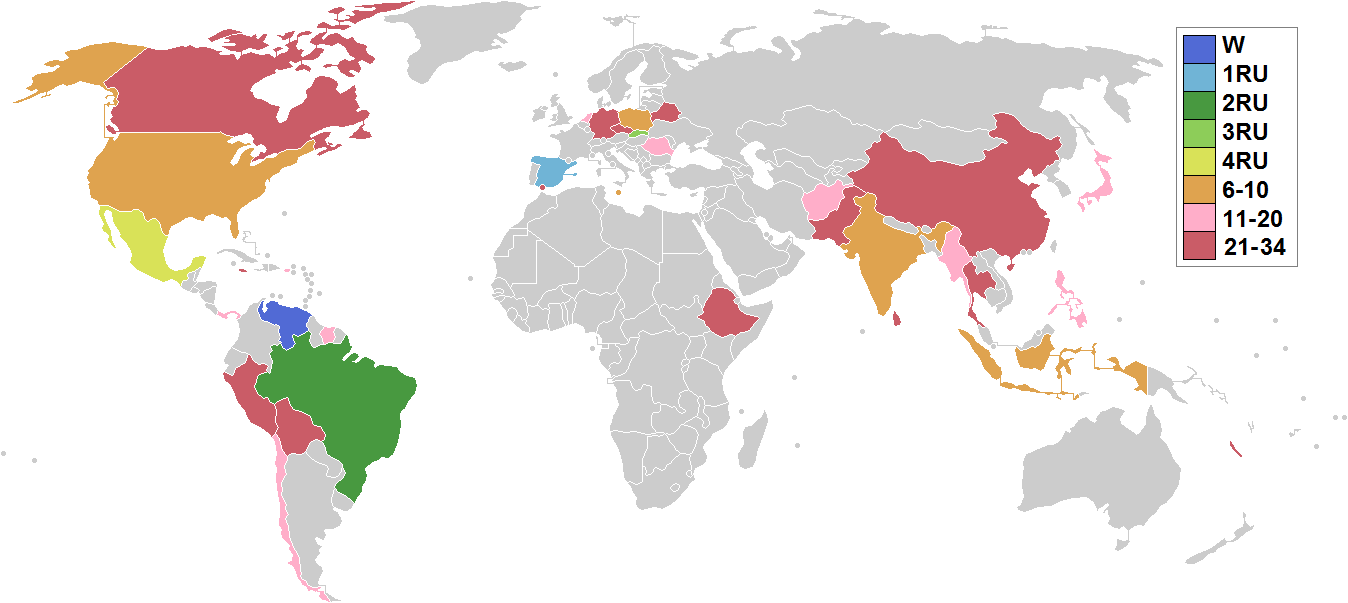
Mapa en el que se muestra las posiciones de las naciones competidoras en esta edición.

| Tercer Finalista          | - República Eslovaca — Michal Gajdosech |
| Cuarto Finalista          | - México — Héctor Parga |
| Semifinalistas (Top 10)   | - Estados Unidos — Cody Ondrick - India — Altamash Faraz - Indonesia — Gilbert Pangalila ∆ - Malta — Justin Axiak - Polonia — Jan Dratwicki |
| Cuartofinalistas (Top 20) | - Afganistán — Hamid Noor - Chile — Alfonso Bernal - Filipinas — Yves Campos - Japón — Takanori Uekusa - Myanmar — Htoo Ant Lwin - Países Bajos — Ferdi Çağlayan - Panamá — Alan Valdés - Puerto Rico — Alexander Ortiz - Rumania — Mihai Pintilie - Surinam — Arthur Nóbrega |

- ∆ Votado por el público de todo el mundo vía internet.

### Ganadores Continentales
| Continente     | Candidata                  |
| -------------- | -------------------------- |
| Africa         | - Etiopía - Tewolde Kiflom |
| América        | - México - Héctor Parga    |
| Asia y Oceanía | - India - Altamash Faraz   |
| Europa         | - Malta - Justin Axiak     |

## Premios especiales
| Título                | Candidato                       |
| --------------------- | ------------------------------- |
| Mister Elegancia      | - India - Altamash Faraz        |
| Mister Físico         | - Eslovaquia - Michal Gajdosech |
| Mister Simpatía       | - Bolivia - Rubén Herrera       |
| Mister Fotogénico     | - España - Alejandro Cifo       |
| Mister Personalidad   | - Canadá - Guillaume Carignan   |
| Mister Redes Sociales | - Rumania - Mihai Pintilie      |
| Mister Semilac        | - Polonia - Jan Dratwicki       |
| Mister Vodi           | - Indonesia - Gilbert Pangalia  |

### Retos
| Título         | Candidato               |
| -------------- | ----------------------- |
| Reto Top Model | - Brasil - Matheus Song |

## Relevancia histórica del concurso

### Resultados
- Venezuela ganó por primera vez Mister Supranacional.
- España obtiene la posición de primer finalista por primera vez.
- Brasil obtiene la posición de segundo finalista por primera vez.
- Eslovaquia obtiene la posición de tercer finalista por primera vez.
- México obtiene la posición de cuarto finalista por primera vez.
- Brasil, España, Eslovaquia, Filipinas, India, Japón, Malta, México, Panamá, Polonia, Puerto Rico, Rumania y Venezuela clasifican por segundo año consecutivo.
- Afganistán, Chile, Estados Unidos, Indonesia, Myanmar, Países Bajos y  Surinam clasifican por primera vez en la historia del concurso.

## Candidatos
34 países compitieron por el título de Mister Supranacional 2017:
| - Afganistán - Hamid Noor - Alemania - Jan Laskowski - Bielorrusia - Dzianis Alkhovik - Bolivia - Rubén Herrera - Brasil - Matheus Song - Canadá - Guillaume Carignan - Chile - Alfonso Bernal - China - Haitao Liu - España - Alejandro Cifo - Estados Unidos - Cody Ondrick - Etiopía - Tewolde Kiflom - Filipinas - Yves Campos - Gibraltar - Felix Bothén - India - Altamash Faraz - Indonesia - Gilbert Pangalila - Jamaica - Franz Christie - Japón - Takanori Uekusa - Malta - Justin Axiak | - México - Héctor Parga - Myanmar - Htoo Ant Lwin - Nueva Caledonia - Bruno Charley - Países Bajos - Ferdi Çağlayan - Panamá - Alan Valdés - Pakistán - Raffay Khan - Perú - Franklin Balarezo - Polonia - Jan Dratwicki - Puerto Rico - Alexander Ortiz - República Checa - David Jaček - República Eslovaca - Michal Gajdosech - Rumania - Mihai Pintilie - Sri Lanka - Pathum Subasinghe - Surinam - Arthur Nóbrega - Tailandia - Aratch Wittayagone - Venezuela - Gabriel Correa |

## Sobre los países en Mister Supranacional 2017

### Naciones debutantes
- Afganistán
- Alemania
- Bolivia
- Chile
- Gibraltar
- Indonesia
- Jamaica
- Myanmar
- Nueva Caledonia
- Pakistán

### Naciones ausentes
- Angola
- Argentina
- Bélgica
- Dinamarca
- Egipto
- Finlandia
- Francia
- Hawái
- Paraguay
- Reino Unido
- Suecia
- Suiza
- Trinidad y Tobago